# В истинном свете
«В истинном свете» (англ. True Colors; другое название «Истинные цвета») — американский художественный фильм в жанре драмы, поставленный режиссёром Гербертом Россом. Премьера фильма состоялась 15 марта 1991 года. Последний фильм актёра Ричарда Уидмарка.

## Сюжет
Питер и Тим обучаются на юридическом факультете и стремятся попасть на политическую арену Вашингтона, однако у них разные идеалы и этические принципы. Тим желает построить карьеру на правосудии, тогда как Питер во что бы то ни стало решает стать «серым кардиналом» даже в обход закона. Постепенно становясь по разные стороны баррикад, Тиму и Питеру приходится проверять на прочность свою дружбу. Питер пытается выстроить карьеру в политике, не чураясь и грязных методов, но в решающий момент, когда до желанной цели подать рукой, его арестовывают по обвинению в коррупции. Лишь благодаря сотрудничеству с полицией ему удаётся избежать тюремного срока. Тим и Питер вновь встречаются спустя пять месяцев и между ними происходит примирение.

## В ролях
- Джон Кьюсак — Питер Бёртон
- Джеймс Спейдер — Тим Геритти
- Имоджен Стаббс — Диана Стайлз
- Мэнди Патинкин — Джон Палмери
- Ричард Уидмарк — сенатор Джеймс Стайлс
- Дина Мэрилл — Джоан Стайлс
- Филип Боско — сенатор Фрэнк Стюбенс
- Пол Гилфойл — Джон Лори
- Дон МакМанус — Даг Стабблфилд
- Ренди Рэй Норман — Фанн
- Фрэнк Хойт Тэйлор — сенатор Локерби
- Мэри Мара — София Палмери
- Том Шон Фоли — Кен
- Майкл Стэнтон Кеннеди — репортёр

## Съёмочная группа
- Режиссёр-постановщик: Герберт Росс
- Сценарист: Кевин Уэйд
- Продюсеры: Лоуренс Марк, Герберт Росс
- Композитор: Тревор Джонс
- Оператор-постановщик: Данте Спинотти